# Diplomaragna zimoveinaya
Diplomaragna zimoveinaya är en mångfotingart som beskrevs av Mikhaljova 1997. Diplomaragna zimoveinaya ingår i släktet Diplomaragna och familjen Diplomaragnidae. Inga underarter finns listade i Catalogue of Life.